# Colombia Connection - Il massacro
Colombia Connection - Il massacro (Delta Force 2: The Colombian Connection) è un film d'azione del 1990, diretto da Aaron Norris, sequel di Delta Force (1986).
Il film è uscito nelle sale cinematografiche statunitensi il 24 agosto 1990 e in quelle italiane il 6 settembre 1990. In Italia è  stato poi pubblicato in VHS e DVD con il titolo Delta Force 2 - Colombia Connection: Il massacro. Il film ha avuto un seguito Delta Force 3 - Missione nel deserto uscito l'anno dopo.

## Trama
Rio de Janeiro, è periodo di carnevale ed è in corso un'operazione da parte dei reparti speciali dell'esercito americano per catturare Ramon Cota, il più potente boss della droga del mondo. I suoi uomini compiono la strage da parte di Cota nei confronti delle forze speciali ed è l'ennesimo tentativo fallito nel cercare di catturare il narcotrafficante.
Vengono quindi incaricati il colonnello Scott McCoy e il maggiore Chavez di porre fine alla questione. I due vengono informati da Miguel, un agente infiltrato nelle attività di Cota, che quest'ultimo viaggerà su un aereo civile in prima classe con due guardie del corpo. McCoy e Chavez salgono dunque sull'aereo, senza faticare sopraffano i due uomini di Cota, ma nel momento di convincere Cota a infilarsi il paracadute per scendere dall'aereo costui si rifiuta, così McCoy decide di lanciarlo nel vuoto privo di paracadute, dopodiché anche McCoy e il suo compagno Chavez si lanciano dall'aereo; per un pelo McCoy riesce ad acchiappare Cota e ad aprire il paracadute prima che raggiunga il suolo.
Cota viene arrestato e portato in tribunale ma la cauzione fissata è di una cifra irrisoria tale da potersi permettere subito la scarcerazione. Chavez, incapace di trattenere la rabbia, reagisce con violenza tirando un pugno a Cota quando ancora è in tribunale; sebbene il giudice chieda a Cota se intende sporgere denuncia, costui risponde negativamente. In realtà Cota non si dimentica dell'affronto subito e si vendica uccidendo a sangue freddo la moglie incinta di quasi cinque mesi di Chavez e il fratello del maggiore. Quando Chavez torna a casa e vede suo fratello e sua moglie uccisi capisce che è stato Cota e decide di ucciderlo; McCoy gli suggerisce di aspettare ma Chavez non lo ascolta. Si reca a San Carlos dove si sta giocando una partita di polo e dove Cota è tra gli spettatori ma al momento di avvicinarsi al criminale viene scortato da tre agenti speciali, i quali gli dicono che non si può agire in questo modo; gli uomini vengono presi di sorpresa dagli scagnozzi di Cota e fatti prigionieri. Successivamente alla casa di Cota viene tenuta una riunione tra lui e i suoi principali soci, tra i quali è presente anche Miguel. Cota dice che c'è una spia tra i presenti e uccide Miguel come sospettato perché era la sola persona alla quale confidava i suoi progetti; allo stesso tempo fa uccidere il maggiore Chavez in una camera a gas.
Cota spedisce quindi una cassetta dove mostra quello che è successo a Chavez e informa di tenere prigionieri tre uomini della narcotici nella sua residenza. Il presidente dà allora il permesso alla Delta Force di fare irruzione nella residenza del trafficante e si accordano con le forze speciali del luogo per porre fine all'impero del signore della droga. Il piano consiste nell'avere un giorno di tempo per bruciare tutte le coltivazioni di coca e di liberare i tre detenuti, sebbene Cota abbia minacciato che li farà uccidere qualora qualcuno tenti di avvicinarsi alla sua residenza. Deciso a liberare i suoi compagni McCoy chiede di partire con 48 ore di anticipo rispetto agli uomini della Delta Force, per avere il tempo necessario di scalare una parete di una montagna di granito non sorvegliata, ritenuta una via di accesso impossibile per fare un'incursione nella villa residenziale del narcotrafficante. Mentre lui si prepara gli uomini della Delta Force in elicottero arrivano a San Carlos e distruggono i campi di coca della zona.
Dopo essere riuscito nell'ardua impresa di scalare la parete della montagna, McCoy entra nella villa del mafioso, mette fuori uso i sistemi di sorveglianza, elimina diverse guardie e libera i tre detenuti. Si arrampica per il balcone ed entra nella camera da letto di Cota, dove ha un difficile combattimento con la sua guardia del corpo numero uno; sebbene ne esca vittorioso viene catturato e imprigionato nella stessa stanza a gas dove è stato ucciso Chavez.
Nel frattempo gli uomini della Delta Force che stanno distruggendo i campi di coltivazione di droga ricevono il messaggio che gli elicotteri del generale Olmedo, stretto amico di Cota, si stanno avvicinando a loro; così decidono di recarsi alla villa di Cota. Non appena gli uomini della Delta Force raggiungono la residenza di Cota in elicottero la silurano, permettendo a McCoy di salvarsi. Insieme a lui c'è anche il maggiore Page, che col suo aiuto rapisce Cota e fuggono dalla villa con l'auto di quest'ultimo. Il generale Olmedo a questo punto dà la caccia a McCoy in elicottero e tenta più volte di ucciderlo con dei missili, nonostante in macchina con lui ci sia il suo socio trafficante, ma il suo elicottero viene distrutto dall'elicottero del generale Taylor, il quale nutriva un odio nei suoi confronti.
Il massacro continua nel villaggio dei contadini tra gli uomini della Delta Force e gli scagnozzi di Cota il quale, approfittando della confusione, fugge nella giungla, inseguito e raggiunto dal colonnello, che in un combattimento per niente faticoso finisce per tramortirlo. McCoy viene raggiunto dall'alto dall'elicottero del maggiore Taylor; vengono issati e portati via ma, nel momento in cui vengono trascinati fuori dalla giungla sono inseguiti dai sicari di Cota i quali tentano di liberarlo tagliando il cavo che lo tiene all'imbracatura, riuscendo solo a sfilacciarlo.
Nel dirigersi verso il mare Cota dice a McCoy che lo ucciderà come ha fatto col suo amico Chavez, sicuro che non avrà problemi a uscire dal tribunale; sfortunatamente per Cota il cavo che lo tiene appeso all'elicottero ad alta quota si spezza e il criminale cade giù morendo. 

## Produzione
Dopo Rombo di tuono 3, Aaron Norris torna a dirigere il fratello nel sequel del fortunato Delta Force nel quale recitò anche Lee Marvin. Come nel primo capitolo, Chuck Norris interpreta nuovamente un film d'azione/guerra sullo stile di Rombo di tuono e Rambo 2 - La vendetta. Nonostante il film sia ambientato in gran parte in Sud America, la maggior parte delle scene impostate nell'immaginario paese sudamericano di San Carlos sono state girate a Tagaytay, nelle Filippine. Questo spiega anche la visibilità del vulcano Taal in alcune scene. Il film venne prodotto con tentennanti finanziamenti dalla Cannon di Menahem Golan, la quale in quel periodo affrontava un periodo di crisi finanziaria, che ne determinò la bancarotta pochi anni dopo, passando così di proprietà alla MGM.

### Incidente aereo
Cinque membri dello staff sono morti in un incidente in elicottero durante le riprese nelle Filippine. Il film è dedicato alla loro memoria. Si tratta di: Jojo Imperial (pilota), Geoff Brewerr (stuntman / attore), Gadi Danzig (cameraman), Michael Graham (capo macchinista) e Don Marshall ("gaffer" o capo elettricista). L'elicottero è precipitato quando ha avuto un guasto al motore e si è schiantato su una montagna vicina. Tre passeggeri sono sopravvissuti allo schianto grazie alla manovra d'emergenza effettuata dal capitano Jojo Imperial, esperto pilota.

## Accoglienza e incassi
Il film aprì la settimana con 1,85 milioni di dollari. Le critiche negative colpirono soprattutto la povera sceneggiatura, e il cast, troppo simili alla saga di Rombo di tuono.